# Rhyacophila tricornuta
Rhyacophila tricornuta är en nattsländeart som beskrevs av Sykora och Mccabe 1996. Rhyacophila tricornuta ingår i släktet Rhyacophila och familjen rovnattsländor. Inga underarter finns listade i Catalogue of Life.